# Volley 80 Pétange
Volley 80 Pétange – luksemburski klub siatkarski z Pétange, założony 20 marca 1980 roku. Obecnie występuje w najwyższej klasie rozgrywkowej (Division Nationale).

## Nazwy klubu
- Supporter-Club Allez Volley 80
- Volley 80 Pétange

## Rozgrywki krajowe
- Mistrzostwo Luksemburga (5): 1997, 1998, 2000, 2008, 2009
- Puchar Luksemburga (7)

## Kadra w sezonie 2010/2011
- Pierwszy trener: Herman Jenné

| Nr | Imię i nazwisko   | Data ur. | Wzrost | Pozycja      |
| -- | ----------------- | -------- | ------ | ------------ |
| 2  | Paul Manderscheid | 1976     | 200    | środkowy     |
| 3  | Gil Nizard        | 1990     | 181    | rozgrywający |
| 4  | Massimo Tarantini | 1974     | 188    | libero       |
| 6  | Peter Schmitt     | 1979     | 190    | przyjmujący  |
| 8  | Ralf Lentz        | 1981     | 197    | środkowy     |
| 9  | Robert Tomsicek   | 1981     | 187    | rozgrywający |
| 10 | Jurij Kowaljew    | 1971     | 190    | przyjmujący  |
| 11 | Juan Pablo Stutz  | 1983     | 190    | przyjmujący  |
| 12 | Petr Kuchař       | 1979     | 200    | środkowy     |
| 13 | François Ries     | 1977     | 190    | przyjmujący  |
| 14 | Deividas Raibikis | 1991     | 190    | przyjmujący  |
| 15 | František Vosáhlo | 1989     | 191    | atakujący    |